# 558

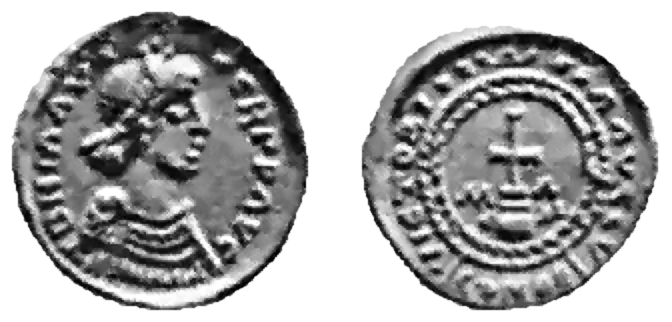
Koning Chlotarius I (497-561)

Het jaar 558 is het 58e jaar in de 6e eeuw volgens de christelijke jaartelling.

## Gebeurtenissen

### Byzantijnse Rijk
- 7 mei - Keizer Justinianus I laat de koepel van de Byzantijnse kathedraal Hagia Sophia repareren, nadat deze een jaar eerder is beschadigd door een aardbeving (zie: 557).
- Een tweede uitbraak van de pest in het Byzantijnse Rijk; de gebieden in Noord-Italië en Istrië (Balkan) worden zwaar getroffen.

### Europa
- Diarmait mac Cerbaill, koning (High-King) van Tara (Ierland), voert voor de laatste keer het aloude Feis Temro (feest van Tara) ritueel uit. Hierbij deelt hij het bed met (de priesteres van) godin Ériu.
- 13 december - Koning Chlotarius I herenigt het Frankische Rijk na het overlijden van zijn broer Childebert I. Hij regeert als alleenheerser over de Franken en sluit een bondgenootschap met de Longobarden.
- Winter - De Avaren en de Slaven migreren naar de Balkan en vestigen zich op de Pannonische vlakte. (waarschijnlijke datum)

## Religie
- De (eerste) abdijkerk van Église Saint-Germain-des-Prés wordt door Germanus, aartsbisschop van Parijs, ingewijd.

## Overleden
- Abraham van Kratia, Syrisch monnik (waarschijnlijke datum)
- 13 december - Childebert I (62), koning van de Franken
- Hilarius van Toscane (82), Italiaans geestelijke
- 1 mei - Marcoen, Normandisch missionaris